# History of Science
History of Science è una rivista scientifica e multidisciplinare dedicata alla storia della scienza, pubblicata in inglese, russo, turco, persiano, arabo e azero. È rivolta agli storici della scienza di diversi paesi, interessati allo sviluppo della scienza, al suo impatto sulla società e alla pubblicazione dei risultati della ricerca in questo campo. La rivista pubblica anche recensioni di libri sulla storia della scienza e rapporti relativi a questo tema.
È pubblicata dal 2018. La rivista è edita da AcademyGate Publishing e dal International Metafizika Center. Tutti gli articoli pubblicati sono sottoposti a revisione paritaria da parte del consiglio scientifico. History of Science è indicizzata in numerosi database internazionali, a sottolineare la sua importanza nella comunità accademica.